# Curraj i Sipërm
Curraj i Sipërm – wieś położona w północnej części Albanii w gminie Lekbibaj. Wieś znajduje się 114 kilometrów od stolicy państwa, Tirany.

## Demografia
Według spisu ludności z 1989 roku we wsi Curraj i Sipërm mieszkało 772 mieszkańców.